# コード会
コード会（こーどかい）とは、かつて存在した日本の文字コードについての勉強会である。1958年10月に和田弘によって作られた。

## 概要
1958年10月末から1959年4月にかけて11回の会合を持って情報交換用（特に紙テープ用）の文字コードについて検討した、研究者や技術者の集まって活動していた勉強会である。コード会は、法令等の何らかの公式の根拠を持って設立された機関ではない。またこの「コード会」は、一つの私的な文字コード（案）を定めたに過ぎず、何らかの公式の決定を行ったわけでもない。
コード会が任意組織として活動したのは、会の趣旨には賛同するが、会の決定には束縛されたくないというメンバーたちの矛盾した意向による。また高橋秀俊は採用がすすまなかったことについて、メーカー各社に「一つには外国、とくにアメリカの動向に追随せざるをえない事情があったことによるであろう」と書き残している。
しかしながらこのコード会が作成した「コード会のコード（案）」は、この案そのものの実装例こそほとんど無くせいぜい1、2にとどまったものの、コンピュータのための文字コードの標準化作業としては日本では最初のものであり、世界でも最も早いものの一つであった。「辞書順ベースのコード」など当時としては極めて先進的であったためにそれ以後の文字コード規格に大きな影響を与えた。また、情報処理学会規格委員会（後の情報規格調査会）が設立される切っ掛けになった。

## メンバー構成
コード会のメンバーは電子計算機に係わりのある大学、研究所、メーカー、ユーザーに所属する研究者や技術者から構成されていた。地理的には東京及びその近郊にある機関に限られており、警察庁、東京大学、日本国有鉄道、日本電信電話公社、電電公社通研、沖電気工業、日本電気、日電新興、東芝、日立、富士通、小野田セメント、電子工業振興協会、電気試験所（後の電子技術総合研究所、現産総研）といった機関が参加しており、そのメンバーには東京大学からは高橋秀俊、森口繁一、元岡達、富士通からは後に社長・会長になった清宮博をはじめ池田敏雄や石井康雄、沖電気工業からは後に社長になった橋本南海男といった人物が含まれており、「当時の国産機の開発に東京近辺で携わっていた主なメンバーを知ることが出来る」といわれるほどのものであった。
この会の世話人となったのは和田弘及び高橋茂（電気試験所電子部）、和田英一（小野田セメント（当時））の3名であり、中でもこのコード会の中心となったのは電気試験所電子部長であった和田弘である。

## コード会のコード
コード会が作成した文字コードは特に固有の名称は持っておらず、「コード会のコード」と呼ばれている。このコードは以下のような方針で設計された。
1. 主として科学計算に使用する6ビットコードと主として事務処理に使用する8ビットコードのふたつを設ける。
2. 6ビットコードと8ビットコードは出来るだけ関連をもたせるようにする。（8ビットコードから決まった2ビットを削るとそのまま6ビットコードになるという完全な上位互換になっている。）
3. 0から9までの数字は1,2,4,8コードで表す。この結果0から9までの数字のコードは下位4ビットの値はそのまま0から9になっている。
4. 16進法にも配慮する。
5. 当時の多くの文字コードではしばしば同一視されていた数字の0、プリンターでの空白（現在の間隔に相当するもの）、テープの空白（現在のヌルコードに相当するもの）を明確に区別する。
6. アルファベットは字引配列とする。但し英字についてはアルファベット順に一本化できたものの、カナについては参加メンバーであった電電公社の強い主張によって五十音順（A案）のほか電電公社の鍵盤配置を尊重した案（B案）を併記することになった。

## コード会のコードの評価
コード会が作成したコードは、以下のようないくつかの点で先を見据えた先進性の高いものであると評価されている。
- 厳しいハードウエア環境の中で、7ビットや6ビットといったコードが普通であり、中には5ビットや4ビットといったコードも少なくなかったため、システムごと（機械ごと）に異なり、さらには目的ごと（アプリケーションごと）に異なったコードを入れ替えて使用するのが普通であった当時（1950年代）の状況の中で、全てのハードウエア・全てのソフトウエアに共通であり、さらには国際的にも共通のコードを使用するべきことを主張したこと。
- 当時のコンピュータ用の文字コードはテレックス用の文字コードに由来する鍵盤の文字の物理的な配列順（それは概ね配列された文字の使用頻度順でもある）の文字コードが有力であったが、そのような状況の中で、処理（特に検索と整列）の利便性を重視して辞書順（英字はアルファベット順、カナは五十音順）を主張したこと[注釈 2]。和田がこのようなコードを考えたのは機械翻訳のような自然言語処理を想定してのことであったとされる[9]。なお、和田弘の指示による電気試験所のETL Mark IVを利用した機械翻訳用コンピュータ「やまと」や、九州大学のKT-1など、日本における機械翻訳の研究は当時既にはじまっていた。
- 6ビットコードと8ビットコードの二つを設計したが、8ビットコードは6ビットコードの完全な上位互換になっていること。（数年後の1967年に制定された「ISO R 646」（現在の「ISO/IEC 646」）が互換性の無い6ビットコードと7ビットコードの併記であったことと比べても先進的であるといえる。これに対して和田弘が情報処理学会規格委員会委員長として制定に関わり1969年6月1日に制定されたJIS C 6220[注釈 3]には、7ビットコードと8ビットコードが定められているが、8ビットコードは7ビットコードの完全な上位互換になっている。）